# Philomena von Sanseverino
Philomena von Sanseverino, auch Filumena oder Filomena, war eine frühchristliche Märtyrin, über deren Leben und Sterben fast nichts überliefert ist.
Ihre Reliquien wurden 1527 in der Klosterkirche San Lorenzo in Sanseverino in Piceno (Italien) gefunden. Eine Inschrift besagt, dass sie zur Zeit der Gotenherrschaft (vermutlich um 500) dorthin gebracht wurden.
Ihr Gedenktag ist der 5. Juli.